# Görög templom (Brassó)

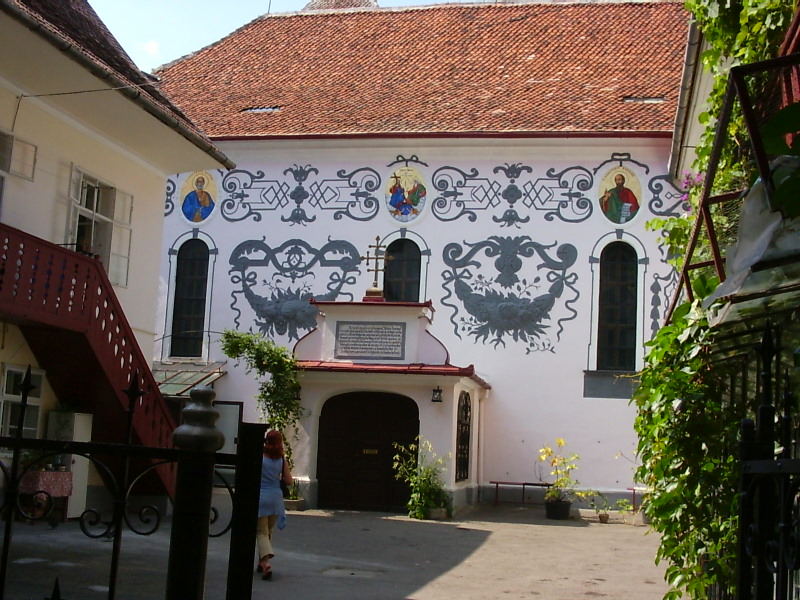
A brassói görög templom

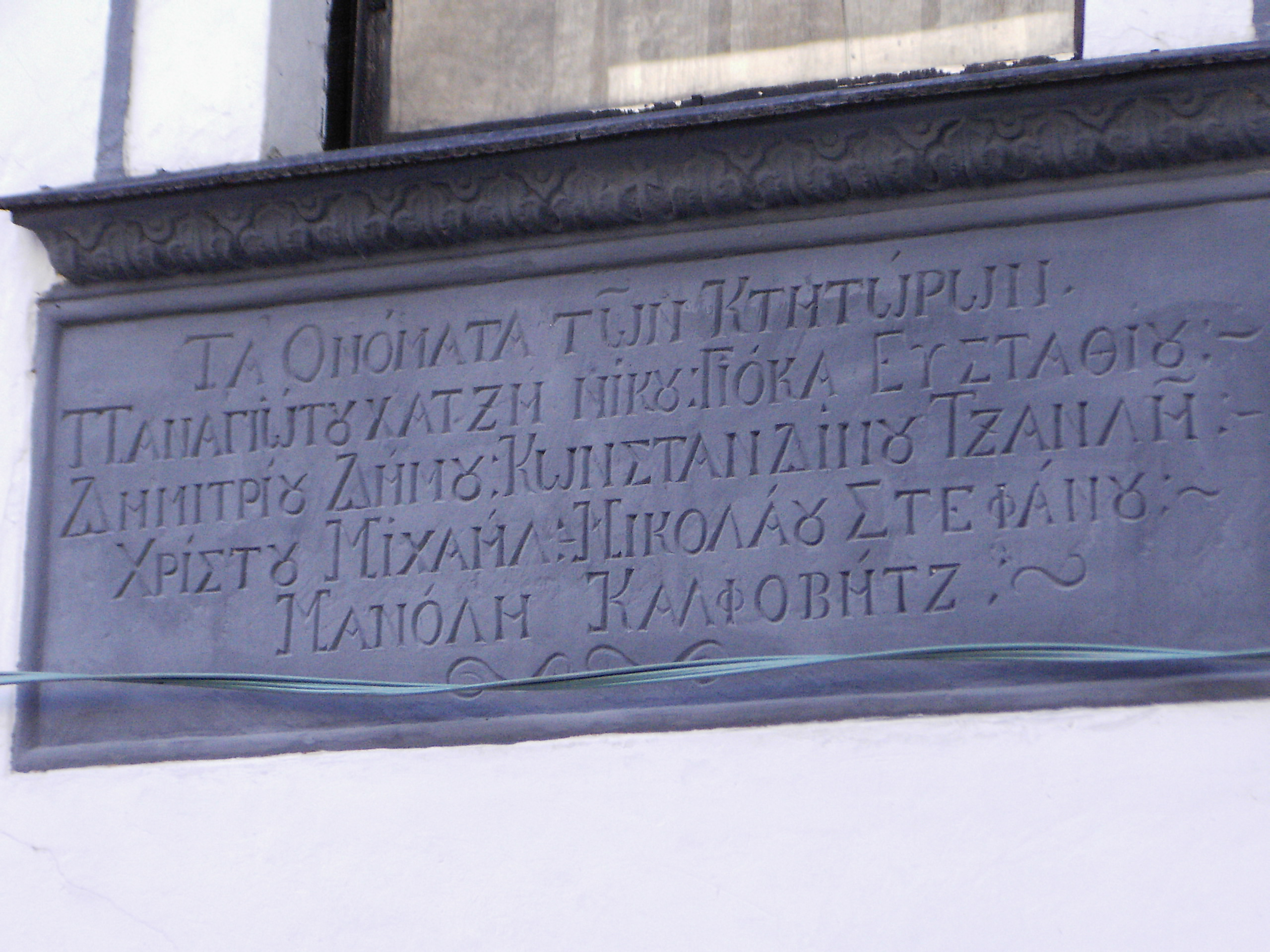
Felirat a templomon az alapítók nevével: a használt ábécé a görög és a cirill keveréke

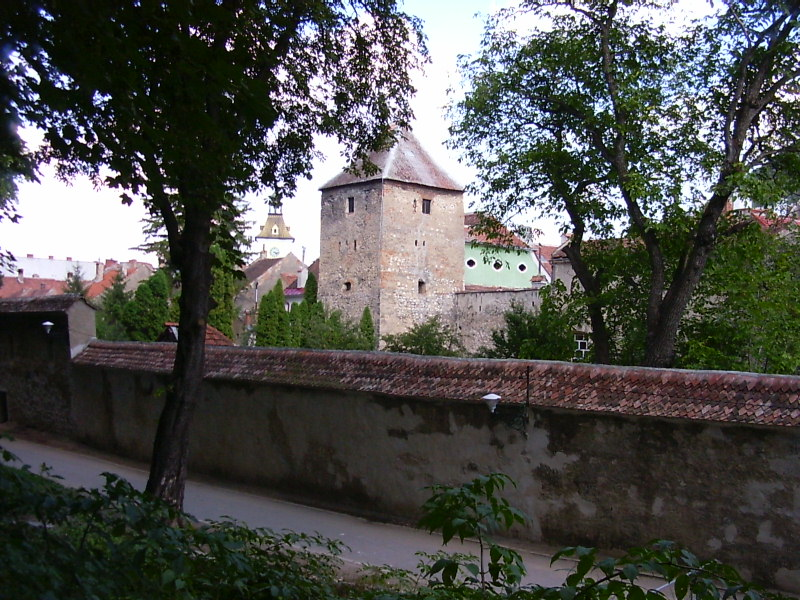
A templom városfal felőli oldalán álló Lőportorony

A brassó-belvárosi Szentháromság („görög”) ortodox templom az egykori Lópiac, a mai Gheorghe Barițiu utca 12. számú házának udvarán áll. A romániai műemlékek jegyzékében a BV-II-a-A-11307 sorszámon szerepel.

## Az egyházközség története
Az ún. görög kompánia (kereskedőtársulat) 1678-ban jött létre. Tagjai távolsági nagykereskedők és vállalkozók („kalmárok”) voltak, akiket összekötött a korporatív szellem, azonos jogi státuszuk az Oszmán, majd a Habsburg Birodalom területén és egy ezzel járó sajátos kultúra. Egymás közt a görög nyelvet használták és valamennyien ortodox vallásúak voltak. Etnikai és anyanyelvi hátterük heterogén volt: kezdetben a legtöbben arománok lehettek, de számosan voltak köztük havasalföldi románok és balkáni szlávok (bolgárok és szerbek) is. A 18. század folyamán a leggazdagabb bolgárszegi román kereskedők közül is sokan beléptek a társaságba. A Kompánia részleges önkormányzattal bírt és a kompanisták a két birodalom közti köztes helyzetüket is ki tudták használni. Miután a bolgárszegi románok többsége 1783-ban elvesztette tagságát a Kompániában, mert nem esküdött meg rá, hogy „görög” (azaz a mai Görögország vagy Macedónia területéről származik), 1800-ban a Kompániát saját táblázata szerint még mindig 24 aromán vagy román, 15 „hellén” görög és 10 szerb vagy bolgár kereskedő alkotta. Másrészt a 19. század közepére a különböző eredetű kereskedőcsaládok nyelvileg elrománosodtak és csak szakrális nyelvként ragaszkodtak a göröghöz – mint látni fogjuk, közvetlen érdekeiket is követve. (A brassói szászok egyébként a 19. század végén a nemzetiségére való tekintet nélkül „görög”-nek hívták a szatócsot.)
II. József türelmi rendelete után, 1786-ban a Kompánia, valamint az ún. „koncivilitási rendelet” alapján a Belvárosba költözött, nem kompanista román és görög kereskedők és román mészárosok megkapták a városi tanács engedélyét, hogy templomot építsenek minden ortodox hívő számára, aki a falak között lakik vagy a városi garnizonban katonáskodik. Gedeon Nikitić püspök kérésére pedig görögök és románok is megegyeztek egymással, hogy közösen fogják használni a templomot. Az épület felszentelésére 1788-ban került sor. A következő évben azonban máris megkezdődött a több mint egy évszázadig folytatódó háborúság a kompanisták és a nem kompanista románok között. A kompanisták arra kérték a Guberniumot, hogy zárassa ki a templomból a románokat, akiknek úgyis számos papjuk van a külvárosokban. Az év végén Gerasim Adamović püspök elfogadtatta a paritás elvét, mely szerint görög és román liturgiát is tartanak, mindkét nyelvű énekesekkel, görög parókussal és román diakónussal.
II. József halála után azonban a Kompánia visszaszerezte korábbi privilégiumait és a megerősödött görögök immár nem akartak hallani román istentiszteletekről. A nem kompanista belvárosi görögök a románok, a bolgárszegi Szent Miklós-egyházközség viszont a Kompánia pártját fogta. A püspök és a társulat egymás ellen emelt panaszt a Guberniumnál. Miután Fronius városbíró referátumában a görögök, a Gubernium viszont a románok mellett foglalt állást, az udvari kancellária úgy döntött, hogy legyen a templom a görögöké, de ünnepnapokon a bolgárszegi román papok is tarthassanak benne istentiszteleteket. Később azt is elrendelte, hogy a parókusnak tudnia kell románul. 1806 és 1820 között a tisztet Nikola Pannović viselte, aki románul is végzett liturgiát. Az 1821-es Ipszilanti-lázadás leverése után a moldvai és havasalföldi görögök tömegesen menekültek Brassóba, ahol többségbe kerültek az egyházközségben. Görög papot hozattak és eltávolították a román híveket a templomból. 1823-ban a Havasalföldről menekült Grigore Brâncoveanu az egyházközségnek adományozta almásmezői és szombatfalvi birtokait. Ezzel az egyházközség vagyona értékben felülmúlta Brassó városét.
A kiebrudalt románok 1833-ban saját kápolnát építettek a Búzasoron, de 1834-ben, 1837-ben és 1847-ben is panaszt intéztek a Guberniumhoz. A Gubernium 1848-ban elrendelte az alapító iratok felülvizsgálatát, de a forradalom miatt erre már nem maradt idő. Időközben a Kompánia jelentőségét veszítette, 1844-ben már csupán 14 tagja volt. A tucatnyi családra zsugorodott egyházközség azonban ragaszkodott az egyház javaihoz és ennek garanciájához, a görög nyelvű liturgiához, sőt saját iskolát is fenntartott. A forradalom leverése után Andrei Șaguna püspök felmentette a görög papot és helyére románt nevezett ki. A görögök fellebbezését 1857-ben, 1860-ban és 1867-ben is elutasították. Az 1868. évi IX. törvénycikk 9. §-a kimondta, hogy a görögök korábbi jogaikban maradjanak. Eötvös József vállalta a közvetítést a kérdésben. A minisztériumi tanácsosa, Ioan Pușcariu által átvizsgált egyházközségi iratok szellemében 1869-ben elérte, hogy a román mellé behozzanak egy görög papot is, a tisztségeket pedig paritásosan osszák föl. A belvárosi románok további panaszaira válaszul a minisztérium 1882. április 16-án hat hónapos határidőt adott számukra, hogy pert indítsanak a görögök ellen. Ezután 1886-ban a budapesti törvényszék a görögöknek ítélte az egyházközséget.
Az 1906/07-es tanévben már csak három diákja volt a görög iskolának: egy román, egy szász és egy magyar. 1942-től kezdve a templom liturgiai nyelve a román.

## A templom leírása
A városi tanács egykor kikötötte, hogy a templom nem helyezkedhet el az utcai fronton, valamint megtiltotta a harang és a tóka használatát. Eredetileg tornya sem volt, később azonban hozzácsatolták az eredetileg a város középkori védőművéhez tartozó ún. Lőportornyot. Ikonjai közül a legrégibb velencei munka 1633-ból. Több ikonja a 17–18. századból való, másokat 1851-ben Jekelius szász ötvösmester készített. Legjelentősebb donátora, Grigore Brâncoveanu 1823-ban arany- és ezüstbrokátból való papi ruhákat és oltárterítőket ajándékozott az egyháznak. Görög nyelvű evangéliumának aranyozott ezüst foglalatát Samuil May brassói mester készítette. A belső festés egy Gulimievici nevű festő munkája 1859-ből. Régi könyv- és kéziratgyűjteményét 1931-ben a Román Akadémia könyvtárába vitték. Itt nyugszik a Brâncoveanu család két tagja, Emanuil és Zoe, valamint az 1821-ben Brassóba menekült Dositei metropolita.
Az előtte álló házban született 1877-ben Sextil Pușcariu nyelvész.